# Radikal 188
Radikal 188 mit der Bedeutung „Knochen“ ist eines von  acht traditionellen Radikalen der chinesischen Schrift, die aus zehn Strichen bestehen.
Mit 28 Zeichenverbindungen in Mathews’ Chinese-English Dictionary kommt es relativ selten vor.
Das Zeichen wird in verschiedenen Zeichensätzen leicht unterschiedlich dargestellt. 
Vergleiche die Zeichen 冎 (13+4) und 咼 (30+6).
Die Siegelform dieses Zeichens zeigt im oberen Teil einen abgeschabten Knochen, woraus sich die ursprüngliche Bedeutung abschaben ergab. Im unteren Teil ist das Radikal Fleisch 肉 zu sehen. Der obere Teil fungiert als Laut-, der untere als Sinnträger.
Als Sinnträger stellt 骨 den Zusammenhang Skelett, Knochen her wie in:
髓 (in 骨髓 = Knochenmark),
髌 (in 骨髌 = Kniescheibe),
骷髅 (= Totenkopf),
骸 (= Körper).

## Schriftzeichenverbindungen, die vom Radikal 188 regiert werden
| Striche | Zeichen              |
| ------- | -------------------- |
| +0      | 骨                   |
| +02     | 骩                   |
| +03     | 骪 骫 骬 骭 骮       |
| +04     | 骯 骰 骱             |
| +05     | 骲 骳 骴 骵 骶 骷    |
| +06     | 骸 骹 骺 骻 骼       |
| +07     | 骽 骾                |
| +08     | 骿 髀 髁             |
| +09     | 髂 髃 髄 髅          |
| +10     | 髆 髇 髈 髉 髊 髋 髌 |
| +11     | 髍 髎 髏             |
| +12     | 髐                   |
| +13     | 髑 髒 髓 體          |
| +14     | 髕                   |
| +15     | 髖                   |
| +16     | 髗                   |

 Im Unicodeblock Kangxi-Radikale ist das Radikal 188 unter der Codepointnummer 12.219 (U+2FBB) codiert.